# 刚果共和国地理
刚果共和国，简称刚果 (布)，位于非洲中西部，东、南两面邻刚果 (金)、安哥拉卡宾达飞地，北接中非、喀麦隆，西连加蓬，西南临大西洋。赤道横贯中部。面积34.2万平方千米。

## 地形

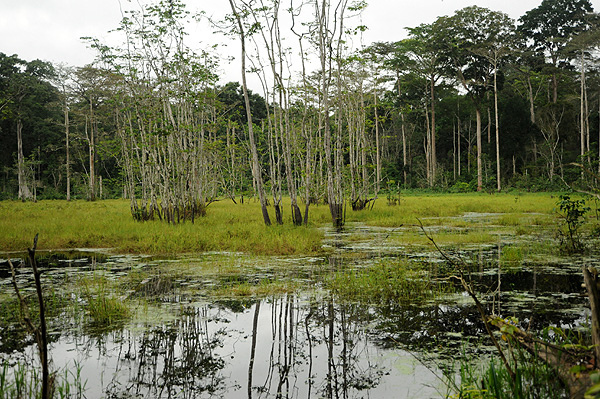
桑加河沿岸的沼泽。

刚果 (布)东北部为海拔300米的平原，是刚果盆地的一部分；中南部有巴泰凯高原和本贝高原，自东向西延伸，构成境内两大流域－刚果河和奎卢-尼阿里河的分水岭。夏于山脉（海拔500～700米）自巴泰凯高原向西延伸，为奎卢-尼阿里河与加蓬境内的奥果韦河流域的分水岭；西南部是沿海低地；高原同沿海低地之间为马永贝山地。奎卢-尼阿里河谷以缓坡地形为特征，仅在其北部陡升为夏于山脉。

## 气候
刚果 (布)南部属热带草原气候，中部和北部为热带雨林气候，气温高，湿度大。年平均气温在24～28℃之间，西南沿海的本格拉寒流常常使气温变得凉爽。境内刚果河流域大部分地区的年平均降雨量为1650毫米以上，其西南高地达2030毫米以上。南面的奎卢-尼阿里河流域略为干旱，年降雨量不到1270毫米。

## 河流
主要河流刚果河及其支流乌班吉河的部分地段是同刚果 (金)的界河。境内刚果河重要支流还有桑加河、利夸拉河等。西南部的奎卢-尼阿里河是境内最大的单独入海河流。西部小部分地区属于奥果韦河流域，奥果韦河就发源于境内的巴泰凯高原。

## 植被生态
刚果 (布)境内乌班吉河与刚果河沿岸平原多沼泽，且为季节性洪泛区。沼泽低地的红树林向西北延伸，与境内最广阔的雨林混合。奎卢-尼阿里河流域上游亦有热带雨林分布，而河谷则为热带稀树草原和肥沃农耕地。沿海地带北面内地有砂质地区，南面多红树林沼泽。野生动物种类繁多：森林中有黑猩猩、西部低地大猩猩；稀树草原有多种羚羊、豺和猎豹；高原有黑犀牛和长颈鹿。

## 矿产资源
刚果 (布)是非洲撒哈拉以南地区重要的能源储量国，石油储量约占非洲总储量的2%；天然气储量约占1%。西北部喀麦隆边境附近有高品位铁矿藏。